# شادي الصفدي
شادي الصفدي هو ممثل سوري ومغن وعازف في فرقة سفر السورية.

## أعماله

### مسلسلات
- (2022) مسلسل كسر عضم
- (2000) مسلسل الزير سالم - شرحبيل
- (2001) مسلسل البحث عن صلاح الدين
- (2004) مسلسل أبو زيد الهلالي - يونس
- (2005) مسلسل عياش
- (2008) مسلسل حارة ع الهوا
- (2011) مسلسل الخربة - أكرم
- (2013) مسلسل سنعود بعد قليل
- (2013) مسلسل حدود شقيقة
- (2014) مسلسل حلاوة الروح
- (2014) مسلسل الحقائب (ضبو الشناتي) - أبو عدنان
- القرم الحزين
- (2016) مسلسل بقعة ضوء 12
- (2016) مسلسل العراب: تحت الحزام
- (2016) مسلسل الندم - جهاد
- (2017) مسلسل قناديل العشاق
- (2017) مسلسل بقعة ضوء 13
- (2017) مسلسل غرابيب سود
- (2018) مسلسل الواق واق في دور رشوان
- (2018) مسلسل كوما
- (2019) مسلسل مقابلة مع السيد آدم _ جبران
- (2020) مسلسل سوق الحرير
- (2021): مسلسل على صفيح ساخن
- (2022) مسلسل كسر عظم
- (2022) مسلسل مع وقف التنفيذ
- (2023) مسلسل وأخيرا
- مسلسل العربجي [2023] بدور (جركس)

### مسرحيات
قدم شادي الصفدي العديد من المسرحيات مثل:
- مسرحية (مومنت)
- مسرحية (بلاد ما فيها موت)
- مسرحية (شوكولا) [1]
- مسرحية (يامو) في 2009
- مسرحية (لحظة) في 2012

1. ↑  الفنان شادي الصفدي للأيام: تعبنا من الدخان والغبار واللون الرمادي والدم والتشرد والشتات” نسخة محفوظة 19 نوفمبر 2017 على موقع واي باك مشين. [وصلة مكسورة]